# Woburn Sands
Woburn Sands är en stad och civil parish i kommunen Milton Keynes i Buckinghamshire i England. Orten har 4 963 invånare (2001).